# Sefer
Sefer (türkisch für „Reise, Fahrt“, auch „Feldzug, Krieg-er“) ist ein türkischer, albanischer und bosnischer männlicher und weiblicher Vorname arabischer Herkunft, der auch im albanischen und bosnischen Sprachraum vorkommt.

## Namensträger
- Sefer Karaer (* 1956), türkischer Fußballspieler und -trainer
- Sefer Sever (* 1991), türkischer Fußballspieler
- Sefer Yılmaz (* 1969), türkischer Fußballspieler und -trainer